# Лаланд 21185 (роман)
«Лаланд 21185» (пол. Lalande 21185) — дебютний науково-фантастичний роман Януша А. Зайделя, опублікований Nasza Księgarnia у 1966 році.
Назва роману походить від назви зірки. Лаланд 21185 — одна з найближчих до Сонця, невидимих зірок; розташована в сузір'ї Великої Ведмедиці.
Автором ілюстрацій до роману та дизайну першої обкладинки є Тереза Вілбік.

## Сюжет
Земна експедиція, яка подорожує в космосі, вирушає до іншої сонячної системи. Там вони досліджують дві планети, на яких існує ймовірність того, що люди зможуть жити на них. Окрім опису пригод астронавтів, в книзі містяться думки автора щодо вивчення космосу та розгляду етичної сторони таких експедицій.